# Team Katusha Alpecin
El Team Katusha Alpecin (codi UCI: KAT) (rus: Катюша, transcrit en català com a Katiuixa), és un equip ciclista suís, d'origen rus, de categoria WorldTeam.
És hereu d'una modesta estructura nascuda l'any 2001 sota el nom d'Itera, dirigida per Aleksandr Kuznetsov. El 2003 passaren a dir-se Lokomotiv, però seguien a segona divisió, categoria que van mantenir fins a la implantació dels circuits continentals l'any 2005 i va esdevenir equip continental. Fou l'any 2007, amb l'arribada de Tinkoff Credit Systems com a patrocinador que van fer el gran salt, passant a ésser continental professional, ampliant nombrosament el número i la qualitat de corredor a la plantilla, ja que abans s'havien dedicat exclusivament a donar oportunitats als joves del seu país. En entrar el definitiu Katusha passaren a la categoria UCI ProTour gràcies al seu elevat pressupost. Tanmateix, ja comptaven amb un filial amb aquest nom l'any 2008. D'aquí han sortit grans ciclistes russos destacats com Denís Ménxov o Mikhaïl Ignàtiev.
Dirigits pels italians Stefano Feltrin i Omar Piscina, juntament amb col·laboracions d'ex-ciclistes com Andrei Txmil o Dmitri Kónixev, van formar una plantilla en la que hi havia barrejats molts dels corredors russos de referència del moment com Serguei Ivanov o Vladímir Karpets i destacats ciclistes internacionals com l'esprintador australià Robbie McEwen, el classicòman italià Filippo Pozzato i els complets balears Antoni Colom i Joan Horrach.
Començaren la temporada 2009 amb moltes victòries, com ara tres a la Challenge de Mallorca, dues més a la Volta a Andalusia, una a la París-Niça de mans de Toni Colom o la victòria a l'Gran Premi E3 per Filippo Pozzato, pel que acabaven el mes de març amb onze victòries. A partir d'aquí, els esprintadors Gert Steegmans i Danilo Napolitano es van anar desinflant, mentre que Toni Colom i l'austríac Christian Pfannberger donaven positiu, així que van haver de ser el veterà Serguei Ivanov i el mateix Pippo qui traguessin les castanyes del foc, amb una etapa del Tour de França pel rus i un 2n lloc a la París-Roubaix per l'italià, així com els seus respectius campionats nacionals.
Al final, acabaren l'any amb 24 victòries. De cara al 2010 es reforçaren amb complets corredors entre els quals destaquen el català Joaquim Rodríguez, el luxemburguès Kim Kirchen i el rus Aleksandr Kólobnev.
Al final del 2016, l'equip pateix importants canvis. L'estructura passa a tenir llicència suïssa i el fins llavors líder de l'equip, Joaquim Rodríguez, va anunciar la seva retirada.

## Principals victòries

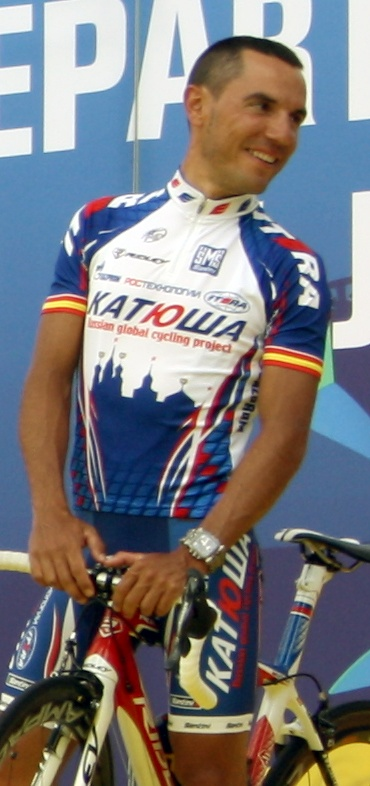
Joaquim Rodríguez al 2010

### Clàssiques
- Amstel Gold Race: 2009 (Serguei Ivanov)
- Fletxa Valona: 2012 (Joaquim Rodríguez) i 2013 (Daniel Moreno)
- Volta a Llombardia: 2012 i 2013 (Joaquim Rodríguez)
- Milà-Sanremo: 2014 (Alexander Kristoff)
- Vattenfall Cyclassics: 2014 (Alexander Kristoff)
- Gant-Wevelgem: 2015 (Luca Paolini)
- Tour de Flandes: 2015 (Alexander Kristoff)
- Gran Premi de Frankfurt: 2017 (Alexander Kristoff)
- RideLondon Classic: 2017 (Alexander Kristoff)

### Curses per etapes
- Volta a Catalunya: 2010 i 2014 (Joaquim Rodríguez)
- Volta al País Basc: 2015 (Joaquim Rodríguez)
- Tour de Romandia: 2015 (Ilnur Zakarin)
- Volta a Suïssa: 2015, 2017 (Simon Špilak)

### Grans Voltes
| - Tour de França : - 10 participacions (2009, 2010, 2011, 2012, 2013, 2014, 2015, 2016, 2017, 2018) - 7 victòries d'etapa - 1 el 2009: Serguei Ivanov - 1 el 2010: Joaquim Rodríguez - 2 el 2014: Alexander Kristoff (2) - 2 el 2015: Joaquim Rodríguez (2) - 1 el 2016: Ilnur Zakarin | - Giro d'Itàlia - 12 participacions (2007, 2008, 2009, 2010, 2011, 2012, 2013, 2014, 2015, 2016, 2017, 2018) - 10 victòries d'etapa: - 2 el 2008: Pàvel Brut, Vassil Kirienka - 2 el 2010: Evgueni Petrov, Filippo Pozzato - 2 el 2012: Joaquim Rodríguez (2) - 2 el 2013: Luca Paolini, Maksim Belkov - 1 el 2015: Ilnur Zakarin - 1 el 2016: Rein Taaramäe - Classificacions secundàries - Classificació per punts el 2012: Joaquim Rodríguez - Classificació per equips per temps el 2012 | - Volta a Espanya - 10 participacions (2008, 2010, 2011, 2012, 2013, 2014, 2015, 2016, 2017, 2018) - 12 victòries d'etapa: - 1 el 2010: Joaquim Rodríguez - 3 el 2011: Daniel Moreno, Joaquim Rodríguez (2) - 4 el 2012: Joaquim Rodríguez (3), Denís Ménxov - 3 el 2013: Daniel Moreno (2), Joaquim Rodríguez - 1 el 2015: Joaquim Rodríguez - 1 el 2016: Serguei Lagutin - Classificació secundàries - Classificació per equips: 2010 i 2014 - Classificació de la combinada: Joaquim Rodríguez (2015) |

### Campionats nacionals
- Campionat d'Àustria en ruta: 2015 (Marco Haller)

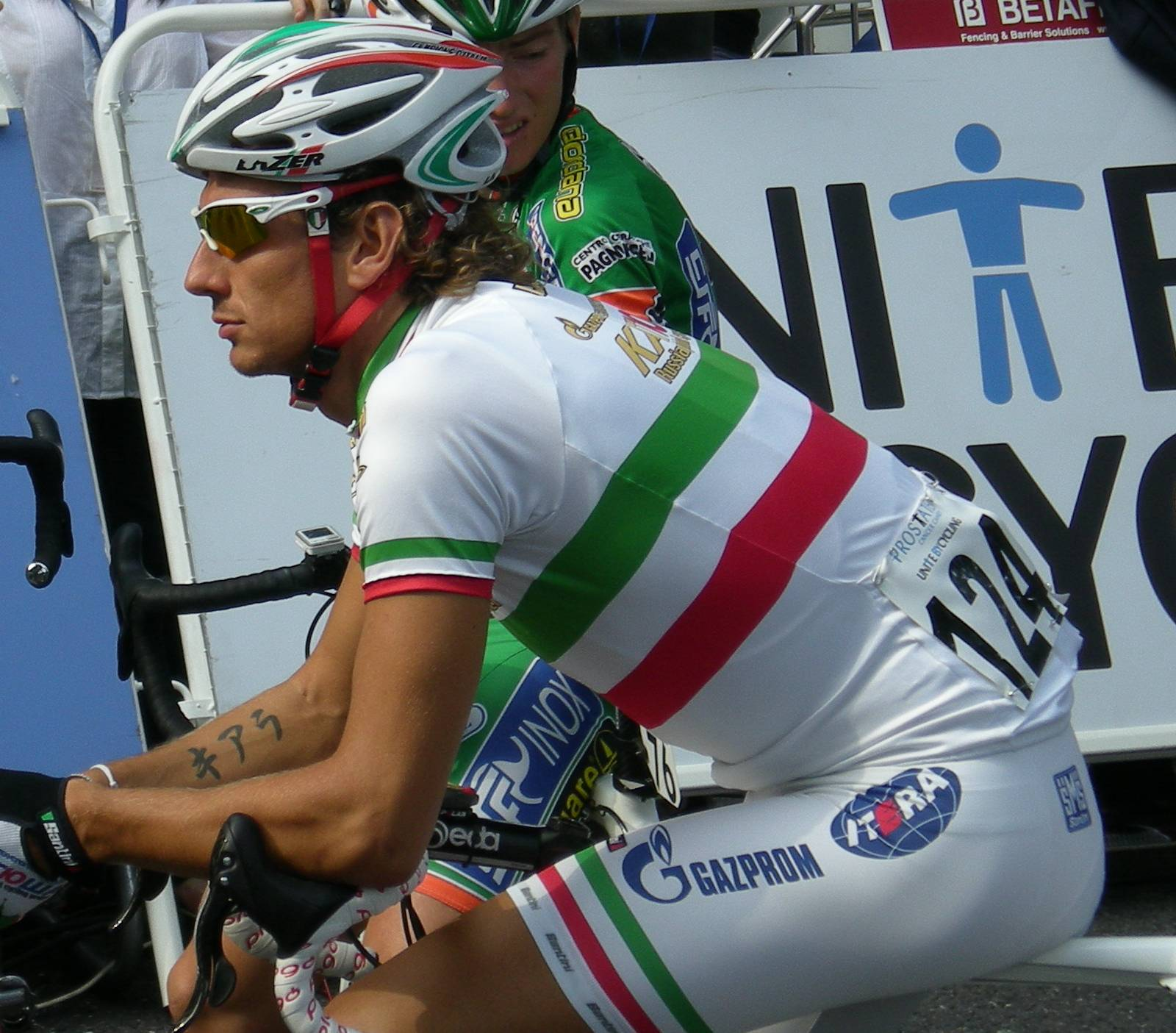
Filippo Pozzato, amb el mallot de campió d'Itàlia, el 2009

- Campionat de Belarús en ruta: 2011 (Aleksandr Kuschynski)
- Campionat d'Itàlia en ruta: 2009 (Filippo Pozzato)
- Campionat de Letònia en contrarellotge: 2012, 2013, 2014, 2015 (Gatis Smukulis)
- Campionat de Moldàvia en ruta: 2010 i 2011 (Alexandru Pliușchin)
- Campionat de Rússia en ruta: 2009 (Serguei Ivanov), 2010 (Aleksandr Kólobnev), 2011 (Pàvel Brut), 2012 (Eduard Vorgànov), 2013 (Vladímir Issàitxev), 2014 (Aleksandr Pórsev), 2015 (Yury Trofimov), 2016 (Pàvel Koixetkov)
- Campionat de Rússia en contrarellotge: 2010 (Vladímir Gússev), 2011 (Mikhaïl Ignàtiev), 2012 (Denís Ménxov), 2014 (Anton Vorobyev), 2016 (Serguei Txernetski)

## Composició de l'equip
| \| Llista de l'equip 2015 \| Llista de l'equip 2015 \| Llista de l'equip 2015 \| Llista de l'equip 2015 \| \| Ciclista \| Data de naixement \| Equip previ \| \| \| --------------------------------------------------------- \| ---------------------- \| -------------------------------------------- \| ---------------------- \| \| Maksim Belkov \| 9 de gener de 1985 \| Vacansoleil-DCM (2011) \| \| \| Sven Erik Bystrøm \| 21 de gener de 1992 \| Øster Hus-Ridley (2014) \| \| \| Giampaolo Caruso \| 15 de agost de 1980 \| Ceramica Flaminia (2010) \| \| \| Serguei Txernetski \| 9 de abril de 1990 \| Itera-Katusha (2012) \| \| \| Jacopo Guarnieri \| 14 de agost de 1987 \| Astana (2014) \| \| \| Marco Haller \| 1 de abril de 1991 \| Adria Mobil (2011) \| \| \| Vladímir Issàitxev \| 21 de abril de 1986 \| Xacobeo Galicia (2010) \| \| \| Pàvel Koixetkov \| 7 de març de 1986 \| RusVelo (2013) \| \| \| Aleksandr Kólobnev \| 4 de maig de 1981 \| Saxo Bank (2009) \| \| \| Viatxeslav Kuznetsov \| 24 de juny de 1989 \| Itera-Katusha (2012) \| \| \| Dmitri Kozontxuk \| 5 de abril de 1984 \| RusVelo (2012) \| \| \| Alexander Kristoff \| 5 de juliol de 1987 \| BMC Racing Team (2011) \| \| \| Serguei Lagutin \| 14 de gener de 1981 \| RusVelo (2014) \| \| \| Alberto Losada Alguacil \| 28 de febrer de 1982 \| Caisse d'Épargne (2010) \| \| \| Tiago Machado \| 18 de octubre de 1985 \| NetApp-Endura (2014) \| \| \| Daniel Moreno Fernández \| 5 de setembre de 1981 \| Omega Pharma-Lotto (2010) \| \| \| Luca Paolini \| 17 de gener de 1977 \| Acqua & Sapone - D'Angelo & Antenucci (2010) \| \| \| Aleksandr Pórsev \| 21 de febrer de 1986 \| Itera-Katusha (2010) \| \| \| Joaquim Rodríguez i Oliver \| 12 de maig de 1979 \| Caisse d'Épargne (2009) \| \| \| Rüdiger Selig \| 19 de febrer de 1989 \| \| \| \| Iegor Silin \| 25 de juny de 1988 \| Astana (2013) \| \| \| Gatis Smukulis \| 15 de abril de 1987 \| HTC-Highroad (2011) \| \| \| Simon Špilak \| 23 de juny de 1986 \| Lampre-ISD (2011) \| \| \| Iuri Trofímov \| 26 de gener de 1984 \| BBox Bouygues Telecom (2010) \| \| \| Aleksei Tsatévitx \| 5 de juliol de 1989 \| Itera-Katusha (2011) \| \| \| Ángel Vicioso Arcos \| 13 de abril de 1977 \| Androni Giocattoli-CIPI (2011) \| \| \| Eduard Vorgànov \| 7 de desembre de 1982 \| Xacobeo Galicia (2009) \| \| \| Anton Vorobiov \| 12 de octubre de 1990 \| Itera-Katusha (2012) \| \| \| Ilnur Zakarin \| 15 de setembre de 1989 \| RusVelo (2014) \| \| \| Nils Politt (1 de ago–31 de des, aprenent) \| 6 de març de 1994 \| Stölting (2015) \| \| \| Jhonatan Restrepo Valencia (1 de ago–31 de des, aprenent) \| 28 de novembre de 1994 \| Coldeportes-Claro (2015) \| \| \| \| \| \| \| \| Font: ProCyclingStats \| \| \| \| |                        |                                              |  |
| Llista de l'equip 2015 |                        |                                              |  |
| Ciclista | Data de naixement      | Equip previ                                  |  |
| Maksim Belkov | 9 de gener de 1985     | Vacansoleil-DCM (2011)                       |  |
| Sven Erik Bystrøm | 21 de gener de 1992    | Øster Hus-Ridley (2014)                      |  |
| Giampaolo Caruso | 15 de agost de 1980    | Ceramica Flaminia (2010)                     |  |
| Serguei Txernetski | 9 de abril de 1990     | Itera-Katusha (2012)                         |  |
| Jacopo Guarnieri | 14 de agost de 1987    | Astana (2014)                                |  |
| Marco Haller | 1 de abril de 1991     | Adria Mobil (2011)                           |  |
| Vladímir Issàitxev | 21 de abril de 1986    | Xacobeo Galicia (2010)                       |  |
| Pàvel Koixetkov | 7 de març de 1986      | RusVelo (2013)                               |  |
| Aleksandr Kólobnev | 4 de maig de 1981      | Saxo Bank (2009)                             |  |
| Viatxeslav Kuznetsov | 24 de juny de 1989     | Itera-Katusha (2012)                         |  |
| Dmitri Kozontxuk | 5 de abril de 1984     | RusVelo (2012)                               |  |
| Alexander Kristoff | 5 de juliol de 1987    | BMC Racing Team (2011)                       |  |
| Serguei Lagutin | 14 de gener de 1981    | RusVelo (2014)                               |  |
| Alberto Losada Alguacil | 28 de febrer de 1982   | Caisse d'Épargne (2010)                      |  |
| Tiago Machado | 18 de octubre de 1985  | NetApp-Endura (2014)                         |  |
| Daniel Moreno Fernández | 5 de setembre de 1981  | Omega Pharma-Lotto (2010)                    |  |
| Luca Paolini | 17 de gener de 1977    | Acqua & Sapone - D'Angelo & Antenucci (2010) |  |
| Aleksandr Pórsev | 21 de febrer de 1986   | Itera-Katusha (2010)                         |  |
| Joaquim Rodríguez i Oliver | 12 de maig de 1979     | Caisse d'Épargne (2009)                      |  |
| Rüdiger Selig | 19 de febrer de 1989   |                                              |  |
| Iegor Silin | 25 de juny de 1988     | Astana (2013)                                |  |
| Gatis Smukulis | 15 de abril de 1987    | HTC-Highroad (2011)                          |  |
| Simon Špilak | 23 de juny de 1986     | Lampre-ISD (2011)                            |  |
| Iuri Trofímov | 26 de gener de 1984    | BBox Bouygues Telecom (2010)                 |  |
| Aleksei Tsatévitx | 5 de juliol de 1989    | Itera-Katusha (2011)                         |  |
| Ángel Vicioso Arcos | 13 de abril de 1977    | Androni Giocattoli-CIPI (2011)               |  |
| Eduard Vorgànov | 7 de desembre de 1982  | Xacobeo Galicia (2009)                       |  |
| Anton Vorobiov | 12 de octubre de 1990  | Itera-Katusha (2012)                         |  |
| Ilnur Zakarin | 15 de setembre de 1989 | RusVelo (2014)                               |  |
| Nils Politt (1 de ago–31 de des, aprenent) | 6 de març de 1994      | Stölting (2015)                              |  |
| Jhonatan Restrepo Valencia (1 de ago–31 de des, aprenent) | 28 de novembre de 1994 | Coldeportes-Claro (2015)                     |  |
| |                        |                                              |  |
| Font: ProCyclingStats |                        |                                              |  |

| \| Llista de l'equip 2016 \| Llista de l'equip 2016 \| Llista de l'equip 2016 \| Llista de l'equip 2016 \| \| Ciclista \| Data de naixement \| Equip previ \| \| \| -------------------------------------------------------- \| ---------------------- \| ------------------------------ \| ---------------------- \| \| Maksim Belkov \| 9 de gener de 1985 \| Vacansoleil-DCM (2011) \| \| \| Sven Erik Bystrøm \| 21 de gener de 1992 \| Øster Hus-Ridley (2014) \| \| \| Serguei Txernetski \| 9 de abril de 1990 \| Itera-Katusha (2012) \| \| \| Jacopo Guarnieri \| 14 de agost de 1987 \| Astana (2014) \| \| \| Marco Haller \| 1 de abril de 1991 \| Adria Mobil (2011) \| \| \| Vladímir Issàitxev \| 21 de abril de 1986 \| Xacobeo Galicia (2010) \| \| \| Pàvel Koixetkov \| 7 de març de 1986 \| RusVelo (2013) \| \| \| Viatxeslav Kuznetsov \| 24 de juny de 1989 \| Itera-Katusha (2012) \| \| \| Dmitri Kozontxuk \| 5 de abril de 1984 \| RusVelo (2012) \| \| \| Alexander Kristoff \| 5 de juliol de 1987 \| BMC Racing Team (2011) \| \| \| Serguei Lagutin \| 14 de gener de 1981 \| RusVelo (2014) \| \| \| Alberto Losada Alguacil \| 28 de febrer de 1982 \| Caisse d'Épargne (2010) \| \| \| Tiago Machado \| 18 de octubre de 1985 \| NetApp-Endura (2014) \| \| \| Matvei Mamikin \| 31 de octubre de 1994 \| Itera-Katusha (2015) \| \| \| Michael Mørkøv \| 30 de abril de 1985 \| Tinkoff-Saxo (2015) \| \| \| Nils Politt \| 6 de març de 1994 \| Stölting (2015) \| \| \| Aleksandr Pórsev \| 21 de febrer de 1986 \| Itera-Katusha (2010) \| \| \| Jhonatan Restrepo Valencia \| 28 de novembre de 1994 \| Coldeportes-Claro (2015) \| \| \| Joaquim Rodríguez i Oliver \| 12 de maig de 1979 \| Caisse d'Épargne (2009) \| \| \| Iegor Silin \| 25 de juny de 1988 \| Astana (2013) \| \| \| Simon Špilak \| 23 de juny de 1986 \| Lampre-ISD (2011) \| \| \| Rein Taaramäe \| 24 de abril de 1987 \| Astana (2015) \| \| \| Aleksei Tsatévitx \| 5 de juliol de 1989 \| Itera-Katusha (2011) \| \| \| Jurgen Van den Broeck \| 1 de febrer de 1983 \| Lotto-Soudal (2015) \| \| \| Ángel Vicioso Arcos \| 13 de abril de 1977 \| Androni Giocattoli-CIPI (2011) \| \| \| Eduard Vorgànov (1 de gen–28 de feb) \| 7 de desembre de 1982 \| Xacobeo Galicia (2009) \| \| \| Anton Vorobiov \| 12 de octubre de 1990 \| Itera-Katusha (2012) \| \| \| Ilnur Zakarin \| 15 de setembre de 1989 \| RusVelo (2014) \| \| \| Alexander Maes (9 de ago–31 de des, aprenent) \| 20 de juny de 1993 \| An Post-ChainReaction (2015) \| \| \| \| \| \| \| \| Fonts: ProCyclingStats Cycling Quotient Cycling Archives \| \| \| \| |                        |                                |  |
| Llista de l'equip 2016 |                        |                                |  |
| Ciclista | Data de naixement      | Equip previ                    |  |
| Maksim Belkov | 9 de gener de 1985     | Vacansoleil-DCM (2011)         |  |
| Sven Erik Bystrøm | 21 de gener de 1992    | Øster Hus-Ridley (2014)        |  |
| Serguei Txernetski | 9 de abril de 1990     | Itera-Katusha (2012)           |  |
| Jacopo Guarnieri | 14 de agost de 1987    | Astana (2014)                  |  |
| Marco Haller | 1 de abril de 1991     | Adria Mobil (2011)             |  |
| Vladímir Issàitxev | 21 de abril de 1986    | Xacobeo Galicia (2010)         |  |
| Pàvel Koixetkov | 7 de març de 1986      | RusVelo (2013)                 |  |
| Viatxeslav Kuznetsov | 24 de juny de 1989     | Itera-Katusha (2012)           |  |
| Dmitri Kozontxuk | 5 de abril de 1984     | RusVelo (2012)                 |  |
| Alexander Kristoff | 5 de juliol de 1987    | BMC Racing Team (2011)         |  |
| Serguei Lagutin | 14 de gener de 1981    | RusVelo (2014)                 |  |
| Alberto Losada Alguacil | 28 de febrer de 1982   | Caisse d'Épargne (2010)        |  |
| Tiago Machado | 18 de octubre de 1985  | NetApp-Endura (2014)           |  |
| Matvei Mamikin | 31 de octubre de 1994  | Itera-Katusha (2015)           |  |
| Michael Mørkøv | 30 de abril de 1985    | Tinkoff-Saxo (2015)            |  |
| Nils Politt | 6 de març de 1994      | Stölting (2015)                |  |
| Aleksandr Pórsev | 21 de febrer de 1986   | Itera-Katusha (2010)           |  |
| Jhonatan Restrepo Valencia | 28 de novembre de 1994 | Coldeportes-Claro (2015)       |  |
| Joaquim Rodríguez i Oliver | 12 de maig de 1979     | Caisse d'Épargne (2009)        |  |
| Iegor Silin | 25 de juny de 1988     | Astana (2013)                  |  |
| Simon Špilak | 23 de juny de 1986     | Lampre-ISD (2011)              |  |
| Rein Taaramäe | 24 de abril de 1987    | Astana (2015)                  |  |
| Aleksei Tsatévitx | 5 de juliol de 1989    | Itera-Katusha (2011)           |  |
| Jurgen Van den Broeck | 1 de febrer de 1983    | Lotto-Soudal (2015)            |  |
| Ángel Vicioso Arcos | 13 de abril de 1977    | Androni Giocattoli-CIPI (2011) |  |
| Eduard Vorgànov (1 de gen–28 de feb) | 7 de desembre de 1982  | Xacobeo Galicia (2009)         |  |
| Anton Vorobiov | 12 de octubre de 1990  | Itera-Katusha (2012)           |  |
| Ilnur Zakarin | 15 de setembre de 1989 | RusVelo (2014)                 |  |
| Alexander Maes (9 de ago–31 de des, aprenent) | 20 de juny de 1993     | An Post-ChainReaction (2015)   |  |
| |                        |                                |  |
| Fonts: ProCyclingStats Cycling Quotient Cycling Archives |                        |                                |  |

| \| Llista de l'equip 2017 \| Llista de l'equip 2017 \| Llista de l'equip 2017 \| Llista de l'equip 2017 \| \| Ciclista \| Data de naixement \| Equip previ \| \| \| ------------------------------------------ \| ---------------------- \| --------------------------------------- \| ---------------------- \| \| Maksim Belkov \| 9 de gener de 1985 \| Vacansoleil-DCM (2011) \| \| \| Jenthe Biermans \| 30 de octubre de 1995 \| SEG Racing Academy (2016) \| \| \| Sven Erik Bystrøm \| 21 de gener de 1992 \| Øster Hus-Ridley (2014) \| \| \| José Gonçalves Maciel \| 13 de febrer de 1989 \| Caja Rural-Seguros RGA (2016) \| \| \| Marco Haller \| 1 de abril de 1991 \| Adria Mobil (2011) \| \| \| Reto Hollenstein \| 22 de agost de 1985 \| IAM Cycling (2016) \| \| \| Robert Kišerlovski \| 9 de agost de 1986 \| Tinkoff (2016) \| \| \| Pàvel Koixetkov \| 7 de març de 1986 \| RusVelo (2013) \| \| \| Viatxeslav Kuznetsov \| 24 de juny de 1989 \| Itera-Katusha (2012) \| \| \| Alexander Kristoff \| 5 de juliol de 1987 \| BMC Racing Team (2011) \| \| \| Maurits Lammertink \| 31 de agost de 1990 \| Roompot-Oranje Peloton (2016) \| \| \| Alberto Losada Alguacil \| 28 de febrer de 1982 \| Caisse d'Épargne (2010) \| \| \| Tiago Machado \| 18 de octubre de 1985 \| NetApp-Endura (2014) \| \| \| Matvei Mamikin \| 31 de octubre de 1994 \| Itera-Katusha (2015) \| \| \| Tony Martin \| 23 de abril de 1985 \| Etixx-Quick Step (2016) \| \| \| Marco Mathis \| 7 de abril de 1994 \| Rad-net Rose (2016) \| \| \| Michael Mørkøv \| 30 de abril de 1985 \| Tinkoff-Saxo (2015) \| \| \| Baptiste Planckaert \| 28 de setembre de 1988 \| Wallonie Bruxelles-Group Protect (2016) \| \| \| Nils Politt \| 6 de març de 1994 \| Stölting (2015) \| \| \| Jhonatan Restrepo Valencia \| 28 de novembre de 1994 \| Coldeportes-Claro (2015) \| \| \| Mads Würtz Schmidt \| 31 de març de 1994 \| Virtu Pro-Veloconcept (2016) \| \| \| Simon Špilak \| 23 de juny de 1986 \| Lampre-ISD (2011) \| \| \| Rein Taaramäe \| 24 de abril de 1987 \| Astana (2015) \| \| \| Ángel Vicioso Arcos \| 13 de abril de 1977 \| Androni Giocattoli-CIPI (2011) \| \| \| Rick Zabel \| 7 de desembre de 1993 \| BMC Racing Team (2016) \| \| \| Ilnur Zakarin \| 15 de setembre de 1989 \| RusVelo (2014) \| \| \| Piotr Havik (1 de ago–31 de des, aprenent) \| 7 de juliol de 1994 \| Team 3M (2016) \| \| \| \| \| \| \| \| Fonts: ProCyclingStats Cycling Quotient \| \| \| \| |                        |                                         |  |
| Llista de l'equip 2017 |                        |                                         |  |
| Ciclista | Data de naixement      | Equip previ                             |  |
| Maksim Belkov | 9 de gener de 1985     | Vacansoleil-DCM (2011)                  |  |
| Jenthe Biermans | 30 de octubre de 1995  | SEG Racing Academy (2016)               |  |
| Sven Erik Bystrøm | 21 de gener de 1992    | Øster Hus-Ridley (2014)                 |  |
| José Gonçalves Maciel | 13 de febrer de 1989   | Caja Rural-Seguros RGA (2016)           |  |
| Marco Haller | 1 de abril de 1991     | Adria Mobil (2011)                      |  |
| Reto Hollenstein | 22 de agost de 1985    | IAM Cycling (2016)                      |  |
| Robert Kišerlovski | 9 de agost de 1986     | Tinkoff (2016)                          |  |
| Pàvel Koixetkov | 7 de març de 1986      | RusVelo (2013)                          |  |
| Viatxeslav Kuznetsov | 24 de juny de 1989     | Itera-Katusha (2012)                    |  |
| Alexander Kristoff | 5 de juliol de 1987    | BMC Racing Team (2011)                  |  |
| Maurits Lammertink | 31 de agost de 1990    | Roompot-Oranje Peloton (2016)           |  |
| Alberto Losada Alguacil | 28 de febrer de 1982   | Caisse d'Épargne (2010)                 |  |
| Tiago Machado | 18 de octubre de 1985  | NetApp-Endura (2014)                    |  |
| Matvei Mamikin | 31 de octubre de 1994  | Itera-Katusha (2015)                    |  |
| Tony Martin | 23 de abril de 1985    | Etixx-Quick Step (2016)                 |  |
| Marco Mathis | 7 de abril de 1994     | Rad-net Rose (2016)                     |  |
| Michael Mørkøv | 30 de abril de 1985    | Tinkoff-Saxo (2015)                     |  |
| Baptiste Planckaert | 28 de setembre de 1988 | Wallonie Bruxelles-Group Protect (2016) |  |
| Nils Politt | 6 de març de 1994      | Stölting (2015)                         |  |
| Jhonatan Restrepo Valencia | 28 de novembre de 1994 | Coldeportes-Claro (2015)                |  |
| Mads Würtz Schmidt | 31 de març de 1994     | Virtu Pro-Veloconcept (2016)            |  |
| Simon Špilak | 23 de juny de 1986     | Lampre-ISD (2011)                       |  |
| Rein Taaramäe | 24 de abril de 1987    | Astana (2015)                           |  |
| Ángel Vicioso Arcos | 13 de abril de 1977    | Androni Giocattoli-CIPI (2011)          |  |
| Rick Zabel | 7 de desembre de 1993  | BMC Racing Team (2016)                  |  |
| Ilnur Zakarin | 15 de setembre de 1989 | RusVelo (2014)                          |  |
| Piotr Havik (1 de ago–31 de des, aprenent) | 7 de juliol de 1994    | Team 3M (2016)                          |  |
| |                        |                                         |  |
| Fonts: ProCyclingStats Cycling Quotient |                        |                                         |  |

| \| Llista de l'equip 2018 \| Llista de l'equip 2018 \| Llista de l'equip 2018 \| Llista de l'equip 2018 \| \| Ciclista \| Data de naixement \| Equip previ \| \| \| ---------------------------------------------- \| ---------------------- \| --------------------------------------- \| ---------------------- \| \| Maksim Belkov \| 9 de gener de 1985 \| Vacansoleil-DCM (2011) \| \| \| Jenthe Biermans \| 30 de octubre de 1995 \| SEG Racing Academy (2016) \| \| \| Ian Boswell \| 7 de febrer de 1991 \| Team Sky (2017) \| \| \| Steff Cras \| 13 de febrer de 1996 \| BMC Development (2017) \| \| \| Alex Dowsett \| 3 de octubre de 1988 \| Movistar Team (2017) \| \| \| Matteo Fabbro \| 10 de abril de 1995 \| Friuli (2017) \| \| \| José Gonçalves Maciel \| 13 de febrer de 1989 \| Caja Rural-Seguros RGA (2016) \| \| \| Nathan Haas \| 12 de març de 1989 \| Dimension Data (2017) \| \| \| Marco Haller \| 1 de abril de 1991 \| Adria Mobil (2011) \| \| \| Reto Hollenstein \| 22 de agost de 1985 \| IAM Cycling (2016) \| \| \| Marcel Kittel \| 11 de maig de 1988 \| Quick-Step Floors (2017) \| \| \| Robert Kišerlovski \| 9 de agost de 1986 \| Tinkoff (2016) \| \| \| Pàvel Koixetkov \| 7 de març de 1986 \| RusVelo (2013) \| \| \| Viatxeslav Kuznetsov \| 24 de juny de 1989 \| Itera-Katusha (2012) \| \| \| Maurits Lammertink \| 31 de agost de 1990 \| Roompot-Oranje Peloton (2016) \| \| \| Tiago Machado \| 18 de octubre de 1985 \| NetApp-Endura (2014) \| \| \| Tony Martin \| 23 de abril de 1985 \| Etixx-Quick Step (2016) \| \| \| Marco Mathis \| 7 de abril de 1994 \| Rad-net Rose (2016) \| \| \| Baptiste Planckaert \| 28 de setembre de 1988 \| Wallonie Bruxelles-Group Protect (2016) \| \| \| Nils Politt \| 6 de març de 1994 \| Stölting (2015) \| \| \| Jhonatan Restrepo Valencia \| 28 de novembre de 1994 \| Coldeportes-Claro (2015) \| \| \| Willie Smit \| 29 de desembre de 1992 \| UC Nantes Atlantique (2016) \| \| \| Simon Špilak \| 23 de juny de 1986 \| Lampre-ISD (2011) \| \| \| Mads Würtz Schmidt \| 31 de març de 1994 \| Virtu Pro-Veloconcept (2016) \| \| \| Rick Zabel \| 7 de desembre de 1993 \| BMC Racing Team (2016) \| \| \| Ilnur Zakarin \| 15 de setembre de 1989 \| RusVelo (2014) \| \| \| Dmitri Strakhov (1 de ago–31 de des, aprenent) \| 17 de maig de 1995 \| Lokosphinx (2018) \| \| \| \| \| \| \| \| Fonts: ProCyclingStats Cycling Quotient \| \| \| \| |                        |                                         |  |
| Llista de l'equip 2018 |                        |                                         |  |
| Ciclista | Data de naixement      | Equip previ                             |  |
| Maksim Belkov | 9 de gener de 1985     | Vacansoleil-DCM (2011)                  |  |
| Jenthe Biermans | 30 de octubre de 1995  | SEG Racing Academy (2016)               |  |
| Ian Boswell | 7 de febrer de 1991    | Team Sky (2017)                         |  |
| Steff Cras | 13 de febrer de 1996   | BMC Development (2017)                  |  |
| Alex Dowsett | 3 de octubre de 1988   | Movistar Team (2017)                    |  |
| Matteo Fabbro | 10 de abril de 1995    | Friuli (2017)                           |  |
| José Gonçalves Maciel | 13 de febrer de 1989   | Caja Rural-Seguros RGA (2016)           |  |
| Nathan Haas | 12 de març de 1989     | Dimension Data (2017)                   |  |
| Marco Haller | 1 de abril de 1991     | Adria Mobil (2011)                      |  |
| Reto Hollenstein | 22 de agost de 1985    | IAM Cycling (2016)                      |  |
| Marcel Kittel | 11 de maig de 1988     | Quick-Step Floors (2017)                |  |
| Robert Kišerlovski | 9 de agost de 1986     | Tinkoff (2016)                          |  |
| Pàvel Koixetkov | 7 de març de 1986      | RusVelo (2013)                          |  |
| Viatxeslav Kuznetsov | 24 de juny de 1989     | Itera-Katusha (2012)                    |  |
| Maurits Lammertink | 31 de agost de 1990    | Roompot-Oranje Peloton (2016)           |  |
| Tiago Machado | 18 de octubre de 1985  | NetApp-Endura (2014)                    |  |
| Tony Martin | 23 de abril de 1985    | Etixx-Quick Step (2016)                 |  |
| Marco Mathis | 7 de abril de 1994     | Rad-net Rose (2016)                     |  |
| Baptiste Planckaert | 28 de setembre de 1988 | Wallonie Bruxelles-Group Protect (2016) |  |
| Nils Politt | 6 de març de 1994      | Stölting (2015)                         |  |
| Jhonatan Restrepo Valencia | 28 de novembre de 1994 | Coldeportes-Claro (2015)                |  |
| Willie Smit | 29 de desembre de 1992 | UC Nantes Atlantique (2016)             |  |
| Simon Špilak | 23 de juny de 1986     | Lampre-ISD (2011)                       |  |
| Mads Würtz Schmidt | 31 de març de 1994     | Virtu Pro-Veloconcept (2016)            |  |
| Rick Zabel | 7 de desembre de 1993  | BMC Racing Team (2016)                  |  |
| Ilnur Zakarin | 15 de setembre de 1989 | RusVelo (2014)                          |  |
| Dmitri Strakhov (1 de ago–31 de des, aprenent) | 17 de maig de 1995     | Lokosphinx (2018)                       |  |
| |                        |                                         |  |
| Fonts: ProCyclingStats Cycling Quotient |                        |                                         |  |

## Classificacions UCI
Fins al 1998 els equips ciclistes es trobaven classificats dins l'UCI en una única categoria. El 1999 la classificació UCI per equips es dividí entre GSI, GSII i GSIII. D'acord amb aquesta classificació els Grups Esportius I són la primera categoria dels equips ciclistes professionals. La següent classificació estableix la posició de l'equip en finalitzar la temporada.
| Temporada | Classificació per equips | Millor ciclista en la classificació individual |
| --------- | ------------------------ | ---------------------------------------------- |
| 2001      | 33è (GSII)               | Aleksei Màrkov (415è)                          |
| 2002      | 18è (GSII)               | Vladímir Karpets (141è)                        |
| 2003      | 25è (GSII)               | Aleksei Màrkov (295è)                          |
| 2004      | 19è (GSII)               | Pàvel Brutt (599è)                             |

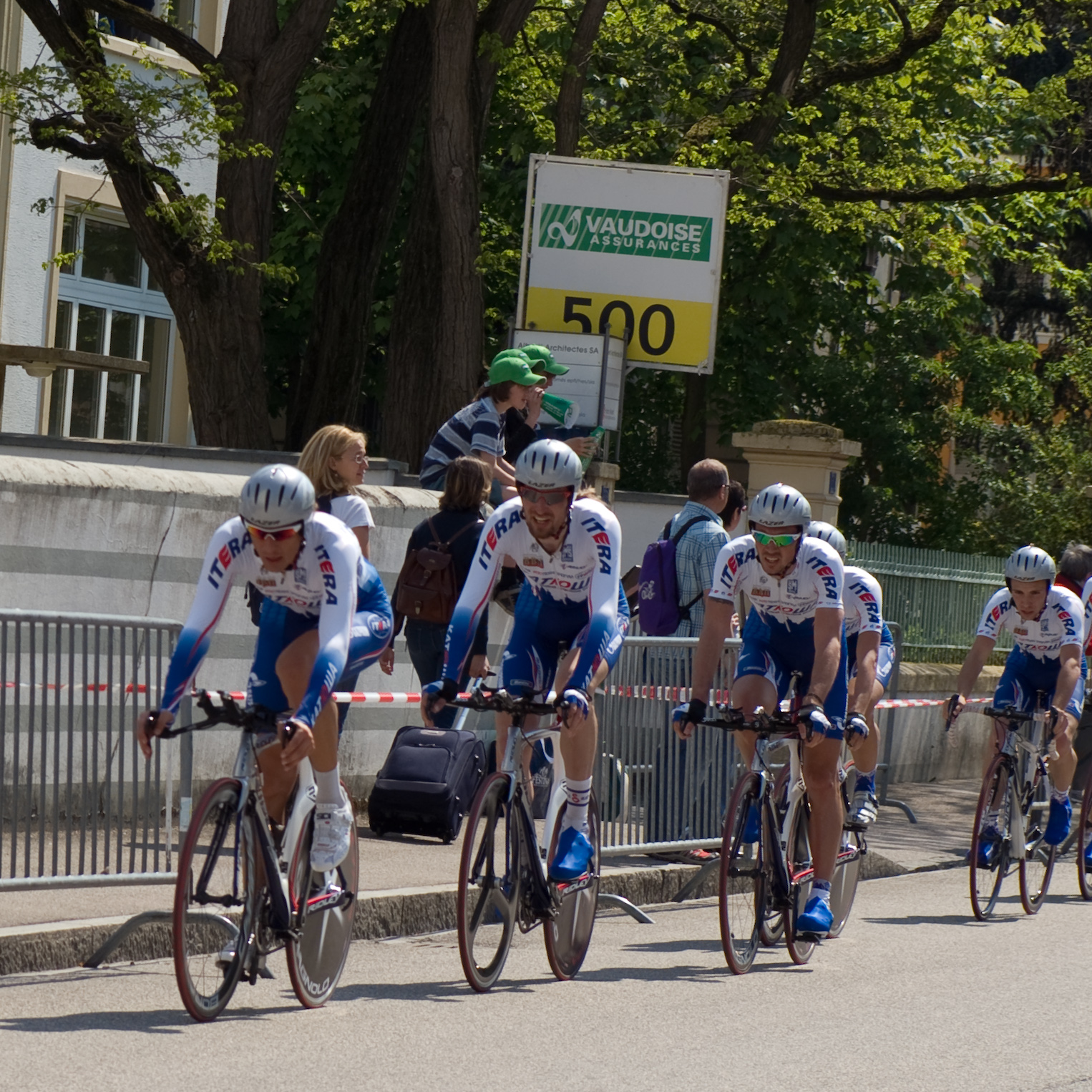
L'equip Katusha en acció durant el transcurs de la tercera etapa del Tour de Romandia 2009.

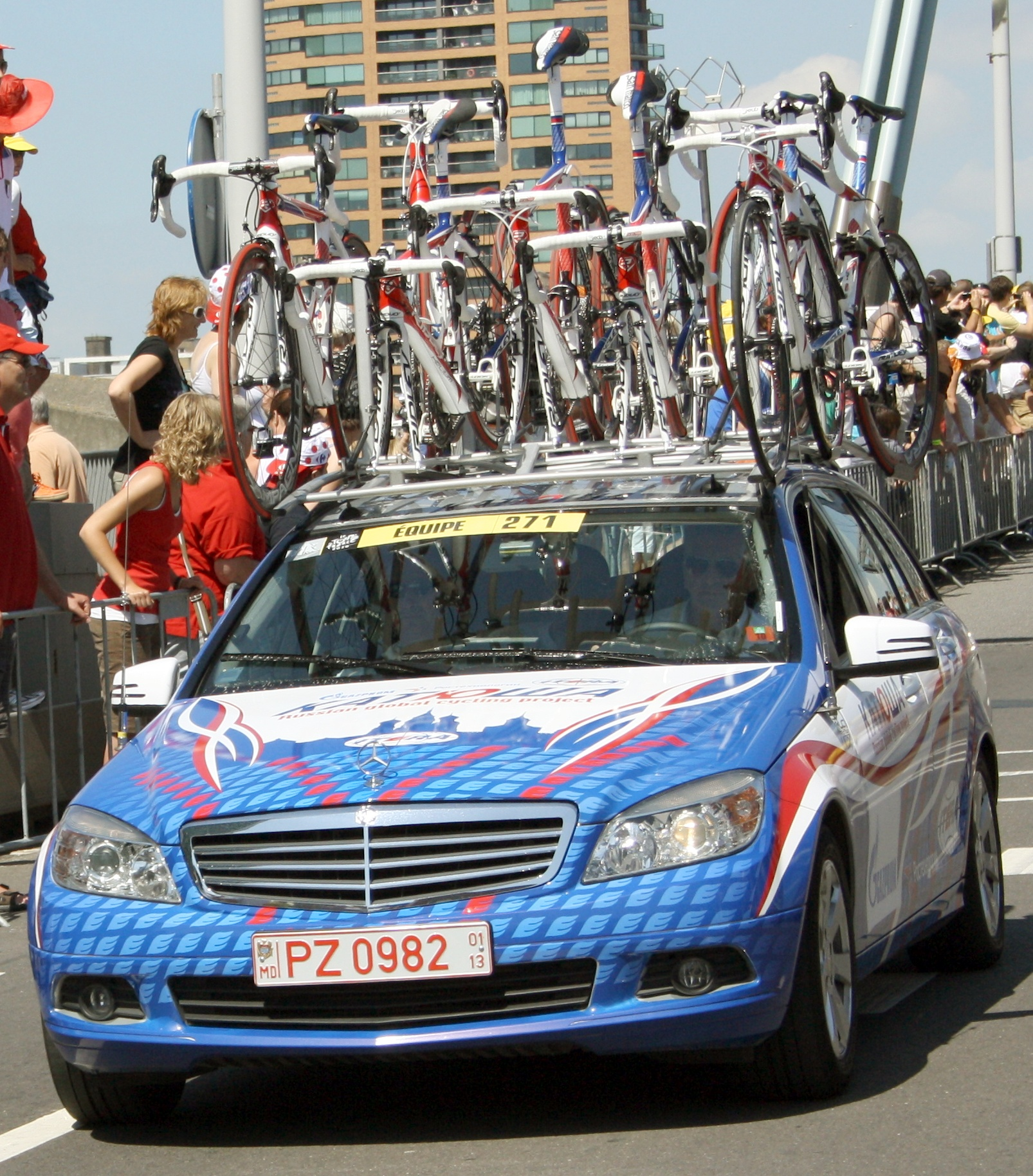
Vehicle de l'equip al 2010

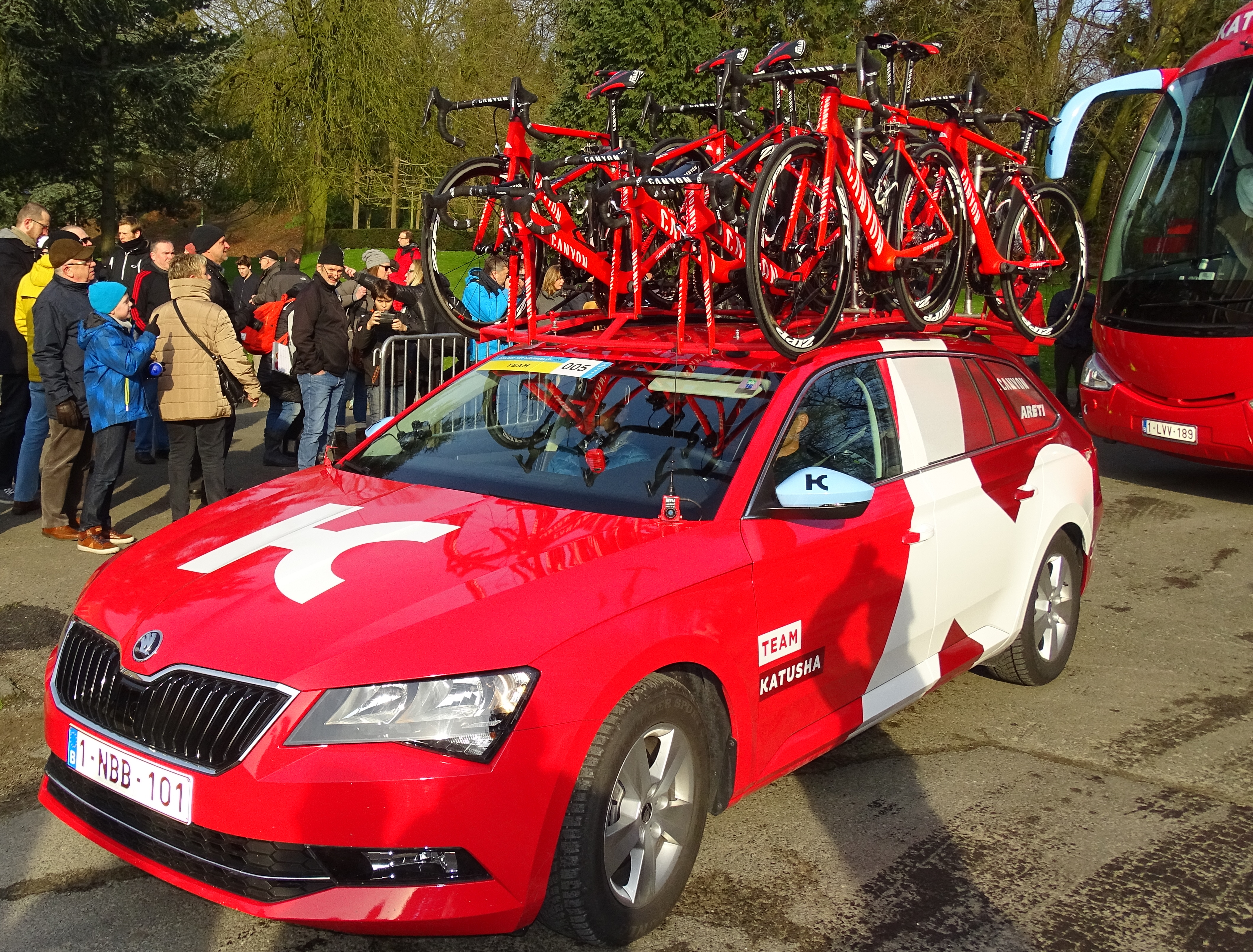
Vehicle de l'equip al 2016

De 2005 a 2008 l'equip no forma part dels vint equips que prenen part en el ProTour i passa a disputar l'UCI Europa Tour i altres circuits continentals.
UCI Amèrica Tour
| Temporada | Classificació per equips | Millor ciclista en la classificació individual |
| --------- | ------------------------ | ---------------------------------------------- |
| 2007      | 23è                      | Daniele Contrini (80è)                         |
| 2008      | 42è                      | Walter Pedraza (387è)                          |

UCI Àsia Tour
| Temporada | Classificació per equips | Millor ciclista en la classificació individual |
| --------- | ------------------------ | ---------------------------------------------- |
| 2007      | 18è                      | Pàvel Brutt (48è)                              |
| 2008      | 18è                      | Alberto Loddo (28è)                            |

UCI Europa Tour
| Temporada | Classificació per equips | Millor ciclista en la classificació individual |
| --------- | ------------------------ | ---------------------------------------------- |
| 2005      | 55è                      | Pàvel Brutt (89è)                              |
| 2006      | 31è                      | Pàvel Brutt (40è)                              |
| 2007      | 6è                       | Mikhaïl Ignàtiev (11è)                         |
| 2008      | 31è                      | Vassil Kirienka (92è)                          |

El 2009 el Katusha obté la categoria ProTour i els seus ciclistes es troben classificats al Calendari mundial UCI.
| Temporada | Classificació per equips | Millor ciclista en la classificació individual |
| --------- | ------------------------ | ---------------------------------------------- |
| 2009      | 10è                      | Serguei Ivanov (27è)                           |
| 2010      | 4t                       | Joaquim Rodríguez (1r)                         |

El 2011 la Classificació mundial UCI passa a ser l'UCI World Tour.
| Temporada | Classificació per equips | Millor ciclista en la classificació individual |
| --------- | ------------------------ | ---------------------------------------------- |
| 2011      | 11è                      | Joaquim Rodríguez (3r)                         |
| 2012      | 2n                       | Joaquim Rodríguez (1r)                         |
| 2013      | 3r                       | Joaquim Rodríguez (1r)                         |
| 2014      | 6è                       | Alexander Kristoff (8è)                        |
| 2015      | 2n                       | Joaquim Rodríguez (2n)                         |
| 2016      | 6è                       | Ilnur Zakarin (13è)                            |
| 2017      | 11è                      | Alexander Kristoff (14è)                       |
| 2018      | 17è                      | Nathan Haas (74è)                              |